# Inventario de cuencas de Chile
El inventario de cuencas de Chile es la delimitación, enumeración y denominación oficial de todas las cuencas hidrográficas de Chile. En noviembre de 2023, existen tres inventarios: 
- el inventario de cuencas de Chile (CORFO) elaborado en 1971 por la Corporación de Fomento de la Producción;[1]
- el Anexo:Inventario de cuencas de Chile (BNA) creado en 1978 por la Dirección General de Aguas (DGA) del Ministerio de Obras Públicas de Chile, encargado al ingeniero Andrés Benítez Girón, y está vigente hasta hoy;[2]: 7
- el Anexo:Inventario de cuencas de Chile (DARH) creado en 2014 por la Dirección de Administración de Recursos Hídricos (DARH) de la DGA a partir de mejores mapas y una red más fina de cuencas, que, aunque no oficial, esta comenzando a ser usado para los nuevos estudios y publicaciones sobre la materia.

No debe ser confundido con otros bancos de datos de la DGA como la Red Hidrométrica Nacional, el Banco Nacional de Aguas y Red de Calidad de Aguas Superficiales, Subterránea y la Red Mínima de Control de Lagos.: 12 
Actualmente conviven estos inventarios en las publicaciones sobre la materia. El Informe Final (v1) "Plan Estratégico de Gestión Hídrica en la Cuenca del Río Yelcho"  define, por ejemplo, en un párrafo "la cuenca del río Yelcho, código BNA 107" y en el siguiente párrafo "dos subcuencas hidrológicas ... a la del río Futaleufú (código DARH 100801) la cual presenta una superficie de 1.922,3 km², y a la subcuenca del río Yelcho (código DARH 100800).": 5 

## Inventarios anteriores a 1978
|                                                                                |  |
| Esquema de la caracterización CORFO de 1971 y el territorio Chileno Antártico. |  |

La Corporación de Fomento de la Producción publicó el año 1971 un "Mapa hidrográfico de Chile" que en gran medida dividía las regiones hidrológicas como posteriormente lo harían la BNA en 1978 y la DARH en 2014. El mapa consta de 13 hojas. Las 8 de más al norte muestran desde la quebrada de la Concordia hasta el golfo de Corcovado, 3 paralelos (cerca de 333 km) cada una, . Desde el golfo hasta el cabo de Hornos muestran 4 paralelos cada una (cerca de 444 km) y para el estrecho de Magallanes se requieren 2 hojas por su ancho. Finalmente, una hoja muestra el Territorio Antártico Chileno, completo.
El mapa distingue con colores 8 tipos de cuencas: costaneras, andinas, preandinas, trasandinas, con aporte al extranjero, cerradas, en islas y en el territorio antártico. Actualmente se utiliza el nombre litorales para costaneras, endorreicas para cerradas e internacionales para las trasandinas y con aporte al extranjero.

## Creación del inventario BNA en 1978
Fue hecha con base en la cartografía del Mapa Físico de Chile, escala 1:1 000 000, del Instituto Geográfico Militar (IGM), edición de 1971, que era con la que se contaba en ese entonces.
Las condiciones a la ordenación eran:
1. Que tuviera en cuenta las características hidrológicas y la realidad fisiográfica de Chile.
2. Que fuera compatible con la organización del Banco Nacional de Aguas (BNA).
3. Que se adecuara a la división regional del país.

Para ello, se identificó las cuencas, subcuencas y subsubcuencas con 6 dígitos que representan lo siguiente de izquierda a derecha:
- dígitos 1 y 2: número de la región.
- dígito 3: gran cuenca.
- dígito 4: representa una subcuenca o un subconjunto de cuencas o islas que integran una gran cuenca representada por el dígito 3.º.
- dígito 5: representa el elemento básico o cuenca, isla o conjunto de islas que constituyen una cuenca.

En general, la secuencia es de norte a sur, de este a oeste y, dentro de una cuenca, desde aguas arriba a aguas abajo.
En este registro, se considera «cuenca», «subcuenca» o «subsubcuenca» no a una «cuenca natural» en el sentido hidrológico, sino a una zona geográfica que puede incluir varias «cuencas naturales» o solo a una parte de una cuenca natural, según sea más conveniente al estudio o a la gestión de los recursos hídricos.

### Regiones XIII, XIV, XV y XVI
Por triscaidecafobia, en Chile se optó por obviar el número 13 en la numeración de las regiones.
La modificación de la división administrativa de Chile ha aumentado las regiones de 12 a 15. El documento original de la Dirección General de Aguas considera, para los:
- items 010, 011, 012, 014, 104 y 015, la nueva Región de Arica y Parinacota, con el número XV;
- items 057, 058, 060, la Región Metropolitana, como XIII (normalmente RM);
- items 074, 080, 081 y 082, la antigua pertenencia a la Región del Biobío (VIII), (esta ha sido cambiada a XVI en la versión de Wikipedia);
- items 100, 101, 102 y 103, la nueva Región de Los Ríos, con el número XIV.

En otras palabras, en esta versión solo se ha cambiado XIII a RM y VIII a XVI en los casos pertinentes.

### Lista BNA
Actualmente, la DGA cuenta en su Mapoteca Oficial con 101 cuencas delimitadas, 467 subcuencas delimitadas y 1496 subsubcuencas delimitadas.: 11 
La DGA ofrece en su mapoteca un archivo shapefile para la creación de mapas con las cuencas de 1978.

### Modificaciones
La digitalización de las cuencas se hizo aproximadamente entre los años 1996 y 1997.: 9 

### Crítica
|  |  |

Tras años de uso masivo de la definición, se han observado, gracias a los avances tecnológicos de las herramientas de Sistemas de información geográfica, errores o inconsistencias de criterio en su definición. Esto tanto por usuarios externos como por la misma DGA.
1. Diferencias entre cuencas BNA y cuencas reales.[2]: 13
2. Ausencia de criterios para estudios internos DGA.[2]: 14
3. Diferencia de sinuosidades.[2]: 16
4. Diferencia de criterios en la delimitación de cuencas.[2]: 17
5. Diferencias en la sectorización acuífera y su coincidencia con las cuencas.[2]: 18
6. Implicancia en el análisis de la situación de derechos.[2]: 19

Según el informe, una delimitación correcta de cuencas, en teoría, debería cubrir o satisfacer las necesidades de al menos los siguientes puntos:
- Definición de cuencas para estudios hidrológicos y estudios de disponibilidad.
- Definición de cuencas acorde con la red de estaciones fluviométricas.
- Definición de cuencas de acuerdo con las secciones administrativas de los ríos.
- Definición de cuencas acorde con estructura del Sistema BNA.

En el informe "Levantamiento Hidrogeológico Para el Desarrollo de Nuevas Fuentes de Agua en Áreas Prioritarias de la Zona Norte de Chile, Regiones XV, I, II Y III. Etapa 1 Volumen 1 Informe final parte I Hidrografía Regional del Altiplano de Chile" realizado por el Departamento de Ingeniería Hidráulica y Ambiental de la Pontificia Universidad Católica de Chile se utilizaron fuentes que precisaron mejor los límites de las cuencas (endorreicas) en la Región de Atacama. Las diferencias pueden ser vistas en los mapas de la derecha.
Actualmente se utilizan nuevas tecnologías en la delimitación de cuencas. Ejemplos más elaborados se pueden encontrar en Metodología para la delimitación y sectorización de acuíferos a nivel nacional, informe final: 137 

## Creación del inventario DARH
A medida que se fue mejorando la información sobre el relieve del territorio nacional fueron apareciendo discordancias entre las cuencas naturales y las definidas en el inventario. Asimismo surgió la necesidad de definir las cuencas más finamente.
En 2014 la DGA encargó a CIREN la creación de una nueva definición de cuencas que fue realizada por el departammento de administración de recursos hídricos de la entidad. Para la denominación de las cuencas se utiliza el número cardinal (dos dígitos) de la región que alberga (principalmente) la cuenca. El número 13 se utiliza para la Región Metropolitana. Se utilizan 5 niveles de cuencas y subcuencas (en vez de 3 del inventario 1978). Además se entregan en la lista informaciones adicionales sobre la cuenca: temperaturas, áreas, precipitaciones, origen de la escorrentía, destino de la desembocadura, número de estaciones de medición pluvio- y fluviométricas.

### Lista DARH
El inventario puede ser visto en Anexo:Inventario de cuencas de Chile (DARH). Contiene 124 cuencas de primer nivel, 420 de segundo nivel,  572 de tercer nivel,  349 de cuarto nivel y 167 de quinto nivel.

### Ubicación geográfica de las cuencas
La DGA no ofrece aún en su mapoteca un archivo shapefile para la creación de mapas con las cuencas DARH. En mapas de cuencas DARH de Commons están disponibles algunos mapas de las cuencas.
|  | La cuenca 010 del BNA que llega hasta la Región de Antofagasta, en DARH ha sido parcelada en varias cuencas, tres de ellas quedan en la Región de Arica y Parinacota, dos de ellas con superficies en países vecinos. |

## Comparación entre BNA 1978 y DARH 2014
Algunas diferencias entre ambos resultados son transparentadas en un capítulo de la publicación "Aplicación de la metodología de actualización del balance hídrico nacional en las cuencas de las macrozonas sur y parte norte de la macrozona austral. Informe final. SIT 441" de la DGA:
Antes de realizar la comparación entre los estudios presente y el balance DGA (1987), es importante tener en consideración que este último se realizó para las cuencas BNA, que son distintas en su delimitación a las cuencas DARH, delimitadas por CIREN. La equivalencia entre ambas cuencas no es directa, pues existen casos en que una cuenca DARH muestra el territorio hidrográfico que es compartido entre Chile y Argentina (eg. Yelcho, Puelo), mientras que existen otras cuencas BNA que ahora son varias cuencas DARH y viceversa.
Amén de las nuevas denominaciónes, el inventario produce una división más fina de las cuencas que tiene dos consecuencias. La primera es que aparecen cuencas que anteriormente no se percibían. Por ejemplo, la isla de Pascua anteriormente pertenecía junto a otras islas a un ítem sin subcuencas. Con el nuevo inventario, en la isla aparecen tres subcuencas 050700, 050701 y 050702. La segunda y más importante aún es la corrección de ciertos errores anteriores en territorios relativamente planos y con poca escorrentía donde en la práctica no se puede comprobar hacia donde se escurre el agua. Como el caso de los ítems 027 quebrada de Caracoles y 028 quebrada La Negra. Con los mejores datos del relieve del territorio, el nuevo inventario asigna una buena parte de la antigua quebrada La Negra a la quebrada de Caracoles.: 16 

## Nomenclatura alternativa
Existe una proposición para clasificar las cuencas con un esquema que contenga información sobre la cuenca:
| Zona climática                                                                                                 | Régimen de alimentación | Superficie (km²)                                                            | Índice de compacidad                                                | Pendiente del drenaje                                                                                                 | Destino de las aguas                                                                                         | Temporalidad de las aguas         | Origen de las aguas                                                        |
| A árida AL altiplánica S semiárida T templada TH templada húmeda F frío-húmeda austral P patagónico-estepárica | r Pluvial s Pluvio-nival t Pluvi-nivo-glacial u Nivo-pluvial v Nivo-glacial w Pluvial ponderado x Pluvio-nival ponderado y Complejo (pluvi-nivo-glacial ponderado) z Pluvial con aporte de neblinas costeras | I < 1000 II 1001-5000 III 5001-15000 IV 15001-25000 V 25001-35000 VI >35000 | a 1,00-3,00 b 1,31-1,60 c 1,61-1,90 d 1,91-2,20 e 2,21-2,50 f >2,50 | 0-2 plano a leve L 2-5 suave S 5-10 moderada M 10-20 fuerte F 20-30 muy fuerte MF 30-45 escarpada E >45 acantilada AC | Exorreicas nacionales Exorreicas internacionales Endorreicas nacionales Endorreicas internacionales Arreicas | Perennes Estacionales Ocasionales | Altiplánico Andino Preandino Depresión central Costero Pampeano patagónico |

Las tres últimas columnas (destino, temporalidad y origen de las aguas) permiten 82 combinaciones que han sido numeradas de 01 a 82.
Ejemplo
Quebrada de La Concordia tendría entonces una caracterización A l 4 r / I D S 1 dentro del sistema árido.

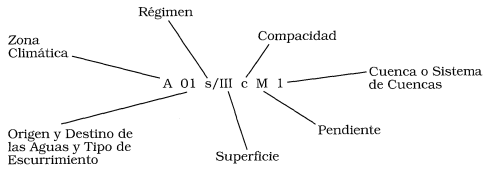
Caracterización de una cuenca.